# BT-plaketten
BT-plaketten är ett idrottspris som delas ut årligen av Borås Tidning.

## Pristagare
- 1952 Per-Olof Östrand, simning
- 1953 May Hjertberg, friidrott
- 1954 Kerstin Pettersson, simning
- 1955 Karl Johansson, cykel
- 1956 Sten Erickson, friidrott
- 1957 Sven Andersson, orientering
- 1958 Reino Börjesson, fotboll och Stig Thysell, bågskytte
- 1959 Hans Alsér, bordtennis
- 1960 Yngve Brodd, fotboll och Elfsborgs fotbollssektion
- 1961 Utdelades inte
- 1962 Mats Svensson, simning
- 1963 Ulla-Britt Wieslander, friidrott
- 1964 Henry Larsson, fotboll
- 1965 Lennart Nyström, fotboll
- 1966 Kurt Johansson, skytte
- 1967 Bernt Frilén, orientering
- 1968 Öresjö SS, rodd
- 1969 Bo Claesson, boxning
- 1970 Meeri Bodelid, skidor och Birgitta Larsson, orientering
- 1971 Carl-Erik Pettersson, cykel
- 1972 Leif Målberg, fotboll
- 1973 Stig Karlsson, gång
- 1974 Per-Anders Lingman, skytte
- 1975 Öxabäck IF, fotboll
- 1976 Göran Bengtsson, friidrott och Göran Eriksson, handikappidrott
- 1977 Ragnar Lundqvist, friidrott
- 1978 Ann-Christin Lindkvist, fotboll
- 1979 Anders Wilgotson och Anders Larsson, rodd
- 1980 Pia Prim, cykel
- 1981 Per Kjellin, judo
- 1982 Anders Daun, backhoppning
- 1983 Marita Skogum, orientering
- 1984 Karin Åhman-Svensson, fotboll
- 1985 Håkan Lundberg, enduro
- 1986 Anders Haglund, golf
- 1987 Öxabäck IF, fotboll
- 1988 Marita Skogum, orientering
- 1989 Marita Skogum, orientering
- 1990 Peter Johansson, motocross
- 1991 Anneli Andelén och Marie Karlsson, fotboll
- 1992 Marita Skogum, orientering
- 1993 Marita Skogum, orientering
- 1994 Marcus Hansson, motocross
- 1995 Mattias Tichy, rodd
- 1996 Johan Blomdahl, jujutsu
- 1997 M7 Borås, basket
- 1998 Peter Häggström, friidrott
- 1999 Peter Johansson, motocross
- 2000 Anders Svensson, fotboll
- 2001 Jenny Johansson, orientering
- 2002 Kristina Nyberg, danssport
- 2003 Oskar Svärd, skidor
- 2004 Jonas Colting, triathlon
- 2005 Emelie Öhrstig, skidor
- 2006 IF Elfsborg, fotboll
- 2007 Simone Niggli, orientering
- 2008 Nina Flack, bowling
- 2009 Jonas Jerebko, basket
- 2010 Hanna Falk, skidor
- 2011 Anders Svensson, fotboll
- 2012 IF Elfsborg, fotboll
- 2013 Ida Odén, handboll
- 2014 Annelie Johansson, löpning
- 2015 Ida Odén, handboll
- 2016 Pia Sundhage, fotboll
- 2017 Jonas Jerebko, basket[1]
- 2018 Jesper Nelin, skidskytte[2]
- 2019 Jonas Jerebko, basket[3]
- 2020 Borås Basket, basket[4]
- 2021 Emil Persson, skidor (långlopp)[5]
- 2022 Lucas Eriksson, cykel[6]
- 2023 Jonathan Henningsson, styrkelyft[7]